# Jean-Pierre Renouard
Pour les articles homonymes, voir Renouard.
Jean-Pierre Renouard, né le 9 juillet 1922 à Paris où il est mort le 30 juin 2014 ,,, est un écrivain et résistant français.

## Biographie
Jean-Pierre Renouard est né en 1922 à Paris dans une famille de « grand bourgeois » français, de Pierre Renouard (1887-1976), docteur en droit, et de Marie Patinot. Il compte parmi ses ancêtres Louis-François Bertin, Jules Bapst et Renouard du Tinel. Louis-François Bertin, dit Bertin l'Aîné, était le propriétaire du Journal des débats qu'il avait créé sous la Révolution de 1789 et qui était le seul journal quotidien pendant cette époque et une partie du XIXe siècle. Ingres a fait de lui un portrait célèbre intitulé « Monsieur Bertin »  qui est exposé au musée du Louvre. Jules Bapst, fils d'un joaillier de la couronne de France de 1815 à 1848 (une de ses œuvres maîtresses, la couronne du sacre du roi Charles X, fut volée au Louvre en 1960 et jamais retrouvée) a également été directeur du Journal des débats. Enfin, Renouard du Tinel était un géant qui se battait avec pour arme un tronc d'arbre et buvait en soulevant un baril. Il se battit contre les Sarazzins le long de la côte sud de la France vers l'an 1000.
Sa grand-mère, Cécile Patinot (arrière-petite-fille de Bertin l'Aîné, petite-fille d'Armand Bertin, fille de Jules Bapst et veuve de Georges Patinot) a commandé à Joseph Kessel son premier article pour le Journal des débats.
Ses études au lycée Janson-de-Sailly sont interrompues par l'invasion allemande en mai 1940. Réfugié avec sa famille dans le sud de la France, il entre dans la Résistance avec son jeune frère Jacques, en septembre 1941, en livrant des valises d'armes de poing à Jean Guyot, dit Gallois, patrons de plusieurs réseaux de la Résistance. Finalement membres du réseau de Dominique Ponchardier, les deux frères sont arrêtés par la Gestapo en mai 1944 et incarcérés au fort du Hâ à Bordeaux, avant d'être déportés au camp de concentration de Neuengamme, près de Hambourg. 

Son frère Jacques meurt à 20 ans, le 31 décembre 1944, au camp de concentration de Sachsenhausen, près de Berlin.
Jean-Pierre Renouard est libéré du camp de Bergen-Belsen, le 15 avril 1945, par les troupes britanniques.
Après un long rétablissement, il est parti aux États-Unis pour poursuivre ses études à la « business school »  de l'université de Cornell, Ithaca, New York. A suivi une carrière internationale de quarante ans dans l'industrie pétrolière qui s'est terminée par la présidence de 1975 à 1987 de Copechim France, une société de trading en pétrole brut.

## Décorations
Jean-Pierre Renouard est commandeur de la Légion d'honneur, médaillé de la Résistance, croix de guerre 1939-1945.

## Publications
Il est l’auteur d’Un uniforme rayé d’Enfer paru aux Éditions du Rocher en 1993 avec une lettre préface de Maurice Druon, à l’époque secrétaire perpétuel de l’Académie française. Une seconde édition de ce livre est réalisée par le Club France Loisirs en 1988 et une troisième au titre légèrement modifié par Le Felin en 2001. Une nouvelle édition était en cours de préparation chez Univers Poche et devait paraître en novembre 2008. Ce livre a été traduit en allemand par l’historien Rainer Fröbe et publié à Hanovre en 1988 par le Bureau politique de Basse Saxe, sous le titre Die Hölle Gestreift et plus tard, sous le même titre, par l’Université de Leipzig. Enfin, Un uniforme rayé d’Enfer a été traduit en chinois par M. Fu Yong Qiang et publié à Pekin en 2001 avec un grand succès. Outre ce livre, Jean-Pierre Renouard est l’auteur de nombreux articles parus dans Le Déporté et d’autres revues ayant trait à la résistance et la déportation. 
Début 2012 est paru la traduction en anglais : "My stripes were earned in hell" sous-titré "A French Resistance Fighter's Memoir of Survival in a Nazi Prison Camp" publié par ROWMAN & LITTLEFIELD PUBLISHERS, INC, Lanham, Maryland; (122 pages) traduction de Mimi Horne  avec une préface et une introduction de l'auteur. Disponible chez Amazon.

## Distinctions
Un uniforme rayé d’Enfer a reçu un prix d’académie de l’Institut de France et le prix Jean Prévost en 2001. L’auteur a été nommé membre du Cornell Council en 1989.